# Chaitén (ciudad)
Chaitén es una comuna y capital de la provincia de Palena, en la Región de Los Lagos, Chile.

## Toponimia
La ciudad obtiene su nombre del mapudungun chain-chaitun'', "colar en canasto".

## Historia
Fue fundada en 1933 por el presidente Arturo Alessandri Palma, quien quiso poblar esta zona del país.
Fue designada capital del Departamento de Palena en 1959. La regionalización, ocurrida en 1974 y 1976, hizo que Palena adquiriera el nivel de provincia, pasando a depender de Puerto Montt.
En la década de 2000, se convirtió en una de las comunas con más alto Índice de desarrollo humano de la región. En 2002, su población llegó a los 4625 habitantes.

## Erupción

### Evacuación

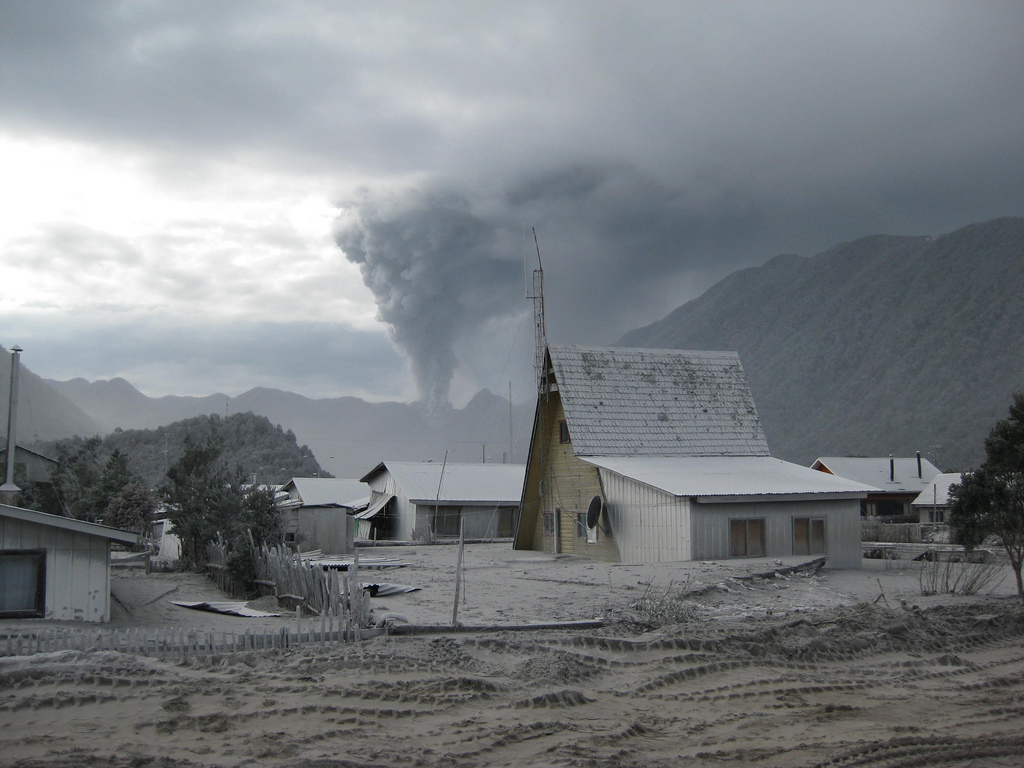
Debido a la erupción del volcán Chaitén en mayo de 2008, la ceniza volcánica y los lahares secos destruyeron gran parte de la ciudad.

El Río Blanco (Chaitén) desbordó su cauce y atravesó la ciudad de este a oeste.
El 2 de mayo de 2008 hizo erupción el Volcán Chaitén cubriendo el cielo con una enorme nube de cenizas que se extendió desde Puerto Montt a diversas localidades de Argentina (incluso a Buenos Aires y luego a Santiago de Chile). La Armada de Chile y el Ejército de Chile coordinaron de inmediato un operativo de evacuación: cerca de 1.200 personas fueron trasladadas a Puerto Montt y Chiloé en las primeras horas y al día siguiente ya habían partido más de 3.800 personas. Algunas personas se rehusaron a abandonar la localidad pese a que el gobierno estableció una zona de evacuación con un radio de 50 km desde el cráter del volcán, previendo el colapso de la columna de humo y la caída de flujo piroclástico.
El 7 de mayo se presentó un recurso de protección que permitiera usar la fuerza para evacuar a los pobladores que seguían en la ciudad, hasta que el 8 de mayo una fuerte erupción hizo que la ciudad quedara totalmente desocupada, convirtiéndola en un pueblo fantasma.

### Ciudad ya evacuada
El gobierno central cerró la Ilustre Municipalidad de Chaitén, ubicada en la ciudad y el Edificio de gobernación de Palena, que fue ubicado en Futaleufú.
El gobierno prohibió la vivencia de personas en la ciudad hasta el 2010.
A días de la tragedia, un fuerte tema comenzó a surgir: los animales. Tras esto programas televisivos, fundaciones y militares comenzaron a rescatar a los animales domésticos, que fueron entregados a sus dueños.

### Capital provincial
Chaitén fue la capital de la provincia de Palena desde la creación de la misma en 1976. Luego de la evacuación, desde el 9 de mayo de 2008 las instituciones provinciales funcionaron temporalmente en la localidad de Palena, y durante 2009 en Futaleufú, aunque finalmente en diciembre de 2010 el gobierno nacional decidió mantener a Chaitén como capital provincial.

## Municipalidad
Debido a la erupción del ya mencionado volcán, las elecciones de 2008 fueron realizadas en Puerto Montt, Ancud y Castro, en donde se encontraban los residentes de toda la comuna de Chaitén. El alcalde electo fue Pedro Vásquez Celedón y sus concejales fueron: Ivonne Pleitez Hidalgo, Claudio Santana Barrientos, María Lazcano Fernández, Bernardo Riquelme Muñoz, Carlos Núñez Martínez y Doria Álvarez. Todos debieron asumir sus cargos en Puerto Montt.

## Medios de comunicación

### Radioemisoras
- 89.5 MHz - Radio Corcovado (local)
- 97.1 MHz - Radio Estrella del Mar (Católica; con programación de la provincia y desde Chiloé)
- 101.1 MHz - Radio Villa Santa Lucia (Local; próximamente se trasladará a la frecuencia 89.9 FM)
- 105.7 MHz - Radio Provincia de Palena (local y provincial)

De igual manera se pueden captar diversas radios AM y FM provenientes de la Isla de Chiloé, como Quellón, Queilén, Castro, entre otros, algunas con dificultad y otras en buena recepción, dependiendo del algunos sectores de la ciudad o la comuna.

#### Radios Online
- Radio Corcovado
- Radio Estrella del Mar (seleccionar pestaña Palena)
- Radio Provincia de Palena
- Radio Villa Santa Lucia

### Televisión

#### TDT
- 2.1 - Chilevisión HD
- 2.2 - UChile TV
- 2.31 - Chilevisión One Seg
- 11.1 - TVN HD
- 11.2 - NTV
- 11.31 - TVN One Seg
- 13.1 - Canal 13 HD
- 13.2 - T13 En Vivo
- 13.31 - Canal 13 One Seg

### Medios Digitales
- Noticias Provincia Palena
- Chaitentv[7]
- TVD Patagonia
- El Huemul[8]